# Laura Grzyb
Laura Monika Grzyb (ur. 29 kwietnia 1995 w Wodzisławiu Śląskim) – polska bokserka. Mistrzyni Europy organizacji EBU w wadze super koguciej z 2023 oraz mistrzyni IBO International w tej samej wadze z 2024. Trzykrotnie nagradzana przez plebiscyt „Pięściarze w rankingach”. Od 2025 związana z organizacją MMA, KSW.

## Życiorys
Urodziła się w Wodzisławiu Śląskim, jednak większość swojego życia spędziła w Jastrzębiu-Zdroju. Wychowała się w górniczej rodzinie. Jako dziecko miała różne pasje, m.in. taniec czy judo. Dopiero trenowanie boksu od 13 roku życia dało jej satysfakcję i spełnienie. W lutym 2025 roku, podpisała kontrakt z największą polską organizacją mieszanych sztuk walki, Konfrontacją Sztuk Walki. Zawodowy debiut w formule MMA stoczyła 26 kwietnia 2025 podczas gali XTB KSW 105 w gliwickiej PreZero Arenie. Jej rywalką była Rumunka, Gabriela Hristea. Grzyb zwyciężyła przez jednogłośną decyzję sędziowską.  

## Osiągnięcia
- 2021: Nagroda w kategorii boksu olimpijskiego za rok 2020 (przyznana przez plebiscyt PWR)[6]
- 2023: Nagroda specjalna za wysoką formę w boksie zawodowym kobiet zaprezentowaną w 2022 roku (przyznana przez plebiscyt PWR)[7]
- 2023: Mistrzyni Europy EBU w wadze super koguciej[4]
- 2024: Nagroda cykliczna w kategorii „Najlepsza polska pięściarka zawodowa 2023 roku” (przyznana przez plebiscyt PWR)[8]
- 2024: Mistrzyni IBO International wagi super koguciej[13]

## Lista walk

### Boks
| Wynik   | Bilans | Przeciwnik (bilans przed walką) | Rozstrzygnięcie          | Runda i czas | Data       | Miejsce                                                                         | Uwagi                                                     |
| ------- | ------ | ------------------------------- | ------------------------ | ------------ | ---------- | ------------------------------------------------------------------------------- | --------------------------------------------------------- |
| Wygrana | 11-0   | Sarai Umpierrez (3-1)           | Decyzja (jednogłośna)    | 8/8          | 26.10.2024 | Nosalowy Dwór, Zakopane                                                         | Zdobyła pas IBO International wagi super koguciej.        |
| Wygrana | 10-0   | Stevi Levy (9-1)                | Decyzja (jednogłośna)    | 10/10        | 07.10.2023 | Hala Widowiskowo-Sportowa przy Aleja Jana Pawła II 6, Jastrzębie-Zdrój          | Obroniła pas mistrzyni Europy EBU w wadze super koguciej. |
| Wygrana | 9-0    | Maria Cecchi (8-1)              | Decyzja (niejednogłośna) | 10/10        | 22.04.2023 | G2A Arena Centrum Wystawienniczo–Kongresowe Województwa Podkarpackiego, Rzeszów | Zdobyła pas mistrzyni Europy EBU w wadze super koguciej.  |
| Wygrana | 8-0    | Marian Herreria (3-0)           | Decyzja (jednogłośna)    | 8/8          | 29.10.2022 | Nosalowy Dwór, Zakopane                                                         |                                                           |
| Wygrana | 7-0    | Martine Vallieres Bisson (5-0)  | Decyzja (jednogłośna)    | 8/8          | 24.06.2022 | Hala Legionów, Kielce                                                           |                                                           |
| Wygrana | 6-0    | Vanesa Caballero (4-13-3)       | Decyzja (jednogłośna)    | 6/6          | 26.03.2022 | Opera i Filharmonia Podlaska, Białystok                                         |                                                           |
| Wygrana | 5-0    | Enerolisa de Leon (6-3-2)       | Decyzja (jednogłośna)    | 10/10        | 18.12.2020 | Hala Sportowa ul. Sosnowa 3, Pionki                                             |                                                           |
| Wygrana | 4-0    | Monica Gentili (6-11)           | Decyzja (jednogłośna)    | 8/8          | 26.09.2020 | Hala Sportowa Częstochowa, Częstochowa                                          |                                                           |
| Wygrana | 3-0    | Bojana Libiszewska (7-39)       | TKO                      | 3/6 (1:32)   | 10.07.2020 | Hala Sportowa ul. Sosnowa 3, Pionki                                             |                                                           |
| Wygrana | 2-0    | Valeria Aletta Kovacs (2-3)     | TKO                      | 1/4 (1:19)   | 19.10.2019 | Hala ICDS ul. Staszica 2, Łomianki                                              |                                                           |
| Wygrana | 1-0    | Branka Arambasic (0-3)          | KO                       | 1/4 (0:22)   | 23.03.2019 | Hala Sportowa im. Olimpijczykow ul. Ksieznej Anny 18, Łomża                     |                                                           |

### Kick-boxing
| Wynik   | Bilans | Przeciwnik (bilans przed walką) | Rozstrzygnięcie       | Runda | Czas | Rozgrywki                       | Data       | Miejsce                        | Uwagi                                         |
| ------- | ------ | ------------------------------- | --------------------- | ----- | ---- | ------------------------------- | ---------- | ------------------------------ | --------------------------------------------- |
| Wygrana | 1-0    | Oliwia Stawska (0-0)            | Decyzja (jednogłośna) | 3     | 3:00 | FEN 55: Abdurzakov vs. Pietrzak | 15.06.2024 | Amfiteatr w Ostródzie, Ostróda | K-1 w rękawicach do MMA. Limit umowny -57 kg. |

### MMA
| Wynik   | Bilans | Przeciwnik (bilans przed walką) | Rozstrzygnięcie       | Runda | Czas | Rozgrywki                              | Data       | Miejsce | Uwagi                   |
| ------- | ------ | ------------------------------- | --------------------- | ----- | ---- | -------------------------------------- | ---------- | ------- | ----------------------- |
| Wygrana | 1-0    | Gabriela Hristea (1-0)          | Decyzja (jednogłośna) | 3     | 5:00 | XTB KSW 105: Bartosiński vs. Grzebyk 2 | 26.04.2025 | Gliwice | Debiut w zawodowym MMA. |